# Vírus do mosaico da tulipa
O vírus do mosaico da tulipa é um dos cinco fitovírus da família Potyviridae que causam um efeito de mosaico na cor das flores de tulipa. Esses vírus infectam plantas de apenas dois gêneros da família Liliaceae: tulipas (Tulipa) e lírios (Lilium).
Também conhecido como TBV, o vírus do mosaico da tulipa é mais famoso por seus efeitos dramáticos na coloração do perianto da tulipa, um efeito muito valorizado durante a "mania das tulipas" holandesa do século XVII.
O vírus do mosaico da tulipa é um potyvirus. Uma relação sorológica distante entre o vírus do mosaico da tulipa e o Tobacco etch virus foi descoberta em 1971.
O vírus do mosaico da tulipa (TBV), o TTBV, o TBBV, o ReTBV e o LMoV foram todos identificados como potyvírus por sorologia e pela reação em cadeia da polimerase (RCP) específica para potyvírus. Além disso, a análise de sequência de fragmentos de DNA amplificados classificou todos eles como vírus ou cepas distintas; recentemente, o TTBV foi identificado como uma cepa relacionada ao Turnip mosaic virus.

## Efeitos do vírus
O vírus infecta o bulbo e faz com que o cultivar "quebre" sua uniformidade de cor, resultando em barras, listras, estrias, penas ou efeitos semelhantes a chamas de diferentes cores nas pétalas. Esses sintomas variam conforme a variedade da planta e a idade no momento da infecção. Os tipos de mosaico dependem da variedade da tulipa e da cepa do vírus. A variegação de cor é causada pelo desbotamento local ou pela intensificação e acúmulo excessivo de pigmentos nos vacúolos da camada epidérmica superior devido à distribuição irregular de antocianina; essa flutuação na pigmentação ocorre após o desenvolvimento da cor normal da flor. Como cada superfície externa é afetada, ambos os lados da pétala frequentemente exibem padrões diferentes.
Nas espécies de lírio, o vírus causa um mosaico leve a moderado ou estrias nas folhas cerca de duas semanas após a inoculação, levando posteriormente à produção de folhas e flores deformadas.
O vírus também enfraquece o bulbo e retarda a propagação da planta por meio de brotos laterais; à medida que avança por cada geração, o bulbo torna-se atrofiado e fraco. Eventualmente, ele perde a força para florescer e se desfaz ou murcha, encerrando a linhagem genética. Por essa razão, os exemplos mais famosos de tulipas provenientes de bulbos com mosaico – como Semper Augustus e Viceroy – não existem mais.

## História

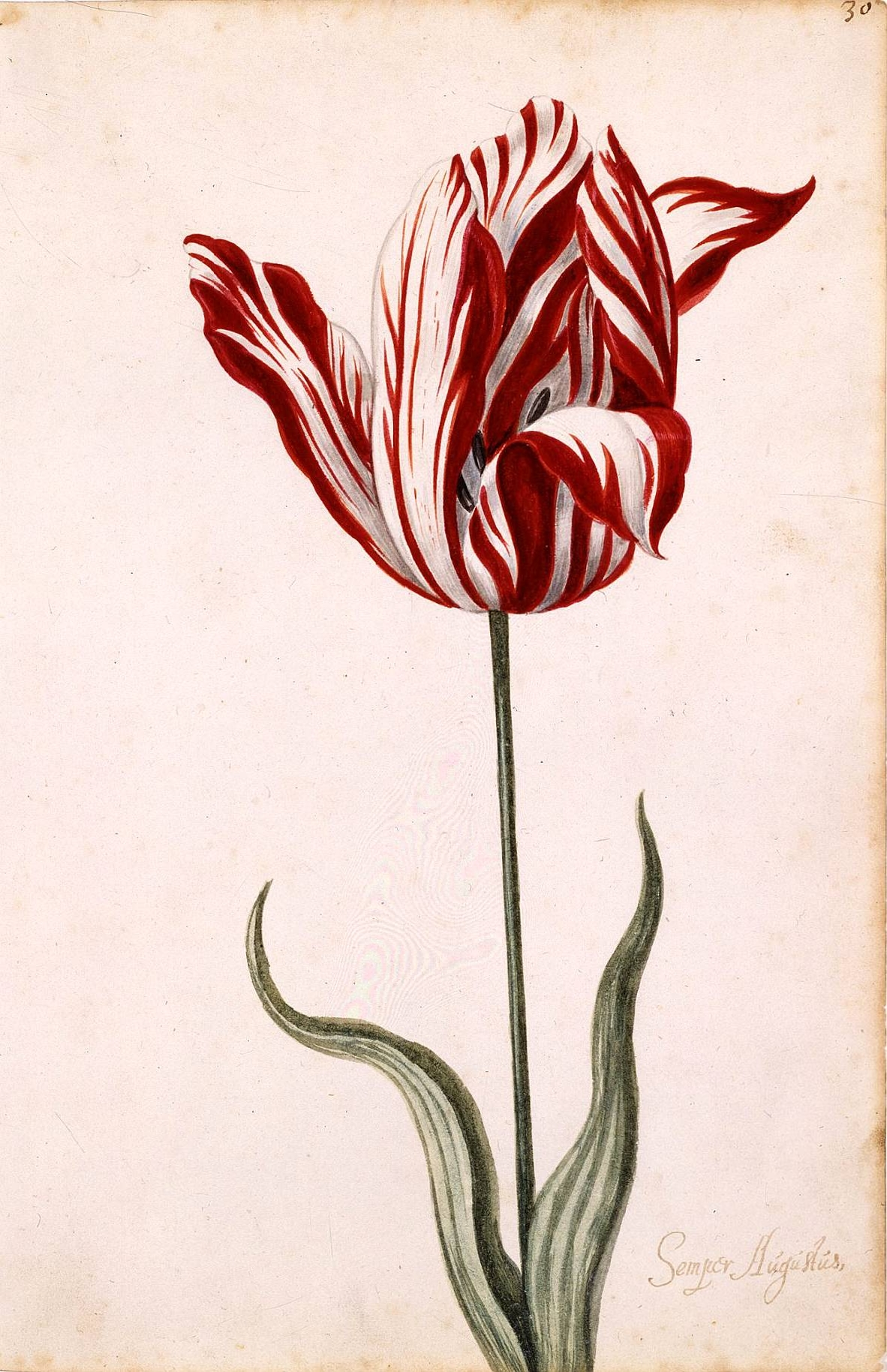
Desenho em guache sobre papel, anterior a 1640, da Semper Augustus, famosa por ser a tulipa mais cara vendida durante a tulipomania. Os efeitos do vírus do mosaico da tulipa são visíveis nas impressionantes estrias brancas em suas pétalas vermelhas.

Por muito tempo considerado o primeiro fitovírus registrado, hoje se acredita que o TBV seja o segundo; a referência mais antiga a uma clorose foliar induzida por vírus (possivelmente o Tobacco etch virus) foi registrada no Japão em 752 d.C.
A sintomatologia do "mosaico" foi descrita pela primeira vez em 1576 por Carolus Clusius, um professor flamengo de Botânica em Leida, que observou a variegação, ou "retificação", assim chamada porque se acreditava que, com a produção de uma nova flor com "mosaico" a partir de um broto lateral, a planta estava se purificando, ou retificando, em uma forma de vida pura.
As observações de Clusius continuaram; em 1585, ele foi o primeiro a notar que as plantas com "mosaico" também degeneravam lentamente. "[...] qualquer tulipa que assim alterasse sua cor original geralmente ficava arruinada depois e era desejada apenas para deleitar os olhos de seu mestre com essa variedade de cores antes de morrer, como se estivesse se despedindo dele pela última vez". Não se sabia que o vírus era responsável por esse efeito, então, por séculos, os cultivadores acreditavam que eram as condições ambientais que enfraqueciam o bulbo e causavam um efeito de mosaico nas tulipas de cor única, apresentando estrias. Eles tentaram induzir a "retificação" mudando frequentemente o solo (levando o bulbo a produzir sementes); variando a profundidade de plantio para que a planta sofresse em solo excessivo ou insuficiente; aplicando muito ou pouco esterco; usando solo muito pobre ou muito rico; ou armazenando os bulbos em condições expostas para que fossem "influenciados" pela chuva, vento, sol e extremos de temperatura. No entanto, já em 1637, os cultivadores holandeses conseguiram produzir novas variedades com mosaico por enxertia de bulbos, combinando bulbos com mosaico infectados com o vírus com bulbos saudáveis que produziam flores de cor uniforme.
No final do século XVIII, a ideia de que o "mosaico" nas tulipas era uma manifestação de algum tipo de distúrbio crônico ou fraqueza no bulbo certamente era considerada entre os botânicos; mas ainda se acreditava, em grande parte, que condições ambientais adversas eram as culpadas. Um comentário de William Hanbury em 1770, que diz: "Todas as variegações são doenças em uma planta e nada é tão apropriado para causar isso quanto uma deficiência de nutrientes", reflete essa atitude geral. Dado o escasso conhecimento sobre doenças infecciosas humanas na época (e até boa parte do século XIX), essa não era uma conclusão incomum, mas o surpreendente é que, embora a doença do mosaico da tulipa tenha uma história muito mais impressionante e documentada do que qualquer outro vírus de planta, a percepção de que se tratava de uma doença vegetal transmissível, quanto mais um vírus, veio surpreendentemente tarde – uma década após o fim da Primeira Guerra Mundial. "Fitovírus" para os patologistas de plantas da época era quase sinônimo de vírus do mosaico do tabaco, descoberto em 1897, logo após a bacteriologia se estabelecer como disciplina acadêmica. Como as principais características do vírus do mosaico do tabaco são danificar as folhas e flores da planta, retardar o crescimento e reduzir a quantidade e qualidade da colheita, é intrigante para muitos acadêmicos e cientistas que vinte anos a mais tenham passado antes que o mosaico fosse sequer suspeito de ser induzido por vírus.

## Descoberta do patógeno
Em meados da década de 1920, a bioquímica estava ganhando destaque, e seu impacto foi sentido na pesquisa de vírus. Eventualmente, foi uma série de experimentos de manipulação de bulbos iniciada em 1928 por Dorothy Cayley no John Innes Horticultural Institution em Merton, sul de Londres, Inglaterra, que levou à descoberta do vírus. Os registros dos experimentos de Cayley estão guardados na atual localização da instituição em Norfolk. Cayley descobriu que, ao transferir mecanicamente tecido infectado de bulbos com mosaico para bulbos saudáveis durante seu estado dormente, o vírus que causava o mosaico na cor também era transferido. Esses experimentos foram refinados até quantidades mínimas, o que a levou a concluir corretamente que a "infecção por vírus ou enzima" era transmissível pela seiva, provavelmente transferida por um inseto, e o grau de mosaico era proporcional à quantidade de tecido infectado introduzido.
O vírus foi eventualmente provado ser transmitido de maneira não persistente por pelo menos quatro espécies de pulgões, especificamente Myzus persicae (o mais eficiente), Macrosiphum euphorbiae, Aphis fabae e Aphis gossypii. McKenny-Hughes relatou em 1934 que Dysaphis tulipae transmitia o vírus entre bulbos de tulipa armazenados, mas isso não foi confirmado. A transferência do vírus é não persistente, o que significa que ocorre durante a alimentação do inseto. Na transmissão não persistente, os vírus se fixam na ponta distal do estilete nas partes bucais do inseto, de modo que a próxima planta em que ele se alimenta é inoculada com o vírus. O vírus não afeta a semente que produz um bulbo, apenas o bulbo em si, suas folhas, flores e brotos laterais.
Não foi até a década de 1960 que o TBV foi mostrado como tendo partículas filamentosas flexuosas (a maioria medindo cerca de 12×750 nm) e finalmente provado ser um vírus. O código genético do TBV foi sequenciado e o vírus é reconhecido como membro do gênero Potyvirus (família Potyviridae). A compreensão da diversidade genética de vírus que causam sintomas semelhantes continua sendo refinada. Como outros membros do gênero, ele é agora facilmente detectado e identificado por técnicas sorológicas, moleculares e ópticas.

## Cepas virais
Duas cepas distintas do vírus – o Vírus do Mosaico da Tulipa Severo (STBV) e o Vírus do Mosaico da Tulipa Leve (MTBV) – foram determinadas pelo tipo e gravidade dos sintomas que causam. Em certas variedades, o STBV causa um mosaico total ou leve, quando, devido à falta de antocianina, o pigmento presente nas células dos cromoplastos da superfície desvanece e a cor mais clara (branco ou amarelo) do mesofilo interno é exposta, aparecendo como estrias irregulares ou penas finas. Nas mesmas variedades, o MTBV causa mosaico próprio ou mosaico escuro, que ocorre porque as antocianinas são formadas em excesso, intensificando a cor nas células epidérmicas em estrias escuras ou manchas e redemoinhos alongados. O efeito de mosaico ocorre comumente nas bordas e topos das pétalas e sépalas. O tipo mais comum de mosaico encontrado em plantas infectadas naturalmente, chamado mosaico médio, é causado por uma infecção mista de STBV e MTBV; sintomas de mosaico leve e escuro estão presentes, junto com algumas áreas não afetadas, em diferentes partes da mesma pétala. Plantas infectadas com uma mistura de cepas quando jovens podem exibir ambos os efeitos, com sintomas de mosaico leve restritos à parte basal da pétala e efeitos severos de mosaico escuro nas partes superiores. Algumas variedades foram posteriormente descobertas como incapazes de apresentar mosaico leve, sempre mostrando sintomas de mosaico escura, independentemente de serem infectadas com STBV, MTBV ou uma mistura de ambas as cepas. Embora ainda possam ser infectadas, variedades de flores brancas e amarelas são incapazes de serem afetadas pelo mosaico, pois carecem de antocianinas; sua cor é determinada por plastídeos incolores ou amarelos no mesofilo. Outros sintomas externos podem incluir mosaico nas folhas.

## Distribuição
O controle do vírus é notoriamente difícil. Sua distribuição é mundial e foi relatada em todas as regiões temperadas onde tulipas são cultivadas; é particularmente comum no sul da Europa, onde os pulgões vetores são abundantes no início da estação de crescimento. A transmissão do vírus por pulgões causa milhões de dólares em danos no setor de bulbos de flores anualmente. Óleos minerais e piretroides são aplicados semanalmente durante a estação de crescimento para reduzir a transmissão do vírus em bulbos de flores, e projetos de pesquisa atuais estão tentando entender o risco de transmissão não persistente do vírus em relação à dinâmica populacional dos pulgões.
Mais recentemente, a dinâmica populacional de pulgões em campos de tulipas foi monitorada durante três temporadas de crescimento. Simultaneamente, o período de transmissão do TBV por pulgões foi investigado experimentalmente expondo pequenos lotes de tulipas a pulgões naturalmente presentes em intervalos específicos. Por fim, o momento da disseminação do vírus foi correlacionado com a dinâmica populacional dos pulgões e as condições climáticas. Em 2007, descobriu-se que a transmissão do TBV começou em abril, enquanto os primeiros pulgões só foram encontrados em maio. Aparentemente, os primeiros pulgões da temporada já haviam contribuído significativamente para a transmissão do vírus, observada localmente nos lotes de tulipas. Além disso, um segundo isolado distinto de TBV foi identificado, resultando no desenvolvimento de um ensaio de detecção de TBV aprimorado. Esses resultados devem permitir a formulação de diretrizes de proteção de culturas ajustadas ao risco de transmissão do vírus, ajudando a reduzir o dano ambiental causado por pesticidas.
Em um esforço para restringir o vírus, os Estados Unidos, a Grã-Bretanha e outros países proíbem a venda comercial de bulbos com efeito de mosaico ou sabidamente infectados pelo vírus. Como os bulbos infectados pelo TBV degeneram gradualmente, o vírus pode ser minimizado removendo e destruindo rapidamente os bulbos infectados antes que os pulgões o espalhem para outros bulbos ou contaminem hospedeiros de lírio.

## Tulipas infectadas hoje
Hoje, tulipas como Rem's Sensation, que exibem um efeito de mosaico, são variantes estáveis resultantes de cruzamentos, não de infecção viral, embora muitos entusiastas de tulipas sintam que essas variantes "modernas" são um substituto inferior em comparação com cultivares raros e extintos como Semper Augustus. Variedades modernas de tulipas infectadas pelo vírus são frágeis e geralmente muito menores que as flores saudáveis normais, com um comprimento de caule reduzido. Existem apenas algumas variedades mais antigas de tulipas verdadeiramente infectadas ainda em existência, como Zomerschoon, mas apenas porque os piores aspectos do vírus permaneceram benignos de alguma forma. Um exemplo é a rara Absalon, datada de 1780; uma variedade de cor "bizarra", ela exibe chamas douradas contra um fundo marrom-chocolate escuro.